# Aguã Ize
Aguã Ize é uma aldeia de São Tomé e Príncipe, localiza-se no Distrito de Cantagalo, ilha de São Tomé, próxima às localidades de Mendes da Silva, de Mato Cana e de Monte Belo.  